# Webberville (Texas)
Pour les articles homonymes, voir Webberville.
Webberville est un village situé au sud-est du comté de Travis, au Texas, aux États-Unis,.

## Histoire
Les premières implantation remontent à 1827. Webber's Prairie est fondé par le médecin à la retraite John Ferdinand Webber en 1839. Également appelé Hell's Half Acre, Webber's Prairie est renommé Webberville en 1853 et est incorporé en février 2003.

## Démographie
Lors du recensement de 2010, le village comptait une population de 392 habitants. Elle est estimée, en 2017, à 448 habitants.

### Source de la traduction
- (en) Cet article est partiellement ou en totalité issu de l’article de Wikipédia en anglais intitulé « Webberville, Texas » (voir la liste des auteurs).